# ロールス・ロイス・ツーリングリムジン
ツーリングリムジン（Touring Limousine ）はロールス・ロイスがシルヴァースピリットIII/シルヴァースパーIIIのリムジン版として1994年から1995年に製造した乗用車である。
シルヴァースピリットII/シルヴァースパーIIがそれぞれIIIに改良された際、リムジンがシルヴァースパーから独立して「ツーリングリムジン」と呼称されるようになった。
日本にはコーンズが正規輸入し4200万円で販売した。
シルヴァースピリットIII/シルヴァースパーIIIがそれぞれシルヴァードーン/シルヴァースパーIVに改良された際、パークウォードに切り替わった。